# イチイ科
イチイ科（学名：Taxaceae）は、裸子植物の科。

## 形態
常緑針葉樹で、ほとんどが雌雄異株。葉は枝にらせん状に配列するが、ねじれて左右2列に向くものが多い。雄花序は長さ2–5mmで晩春に花粉を出す。雌花序は退化し、種子鱗片と胚珠各1個のみからなる。種子が成熟すると鱗片は肉質の仮種皮になり種子の全部または一部を包む。種子は翼を持たない。

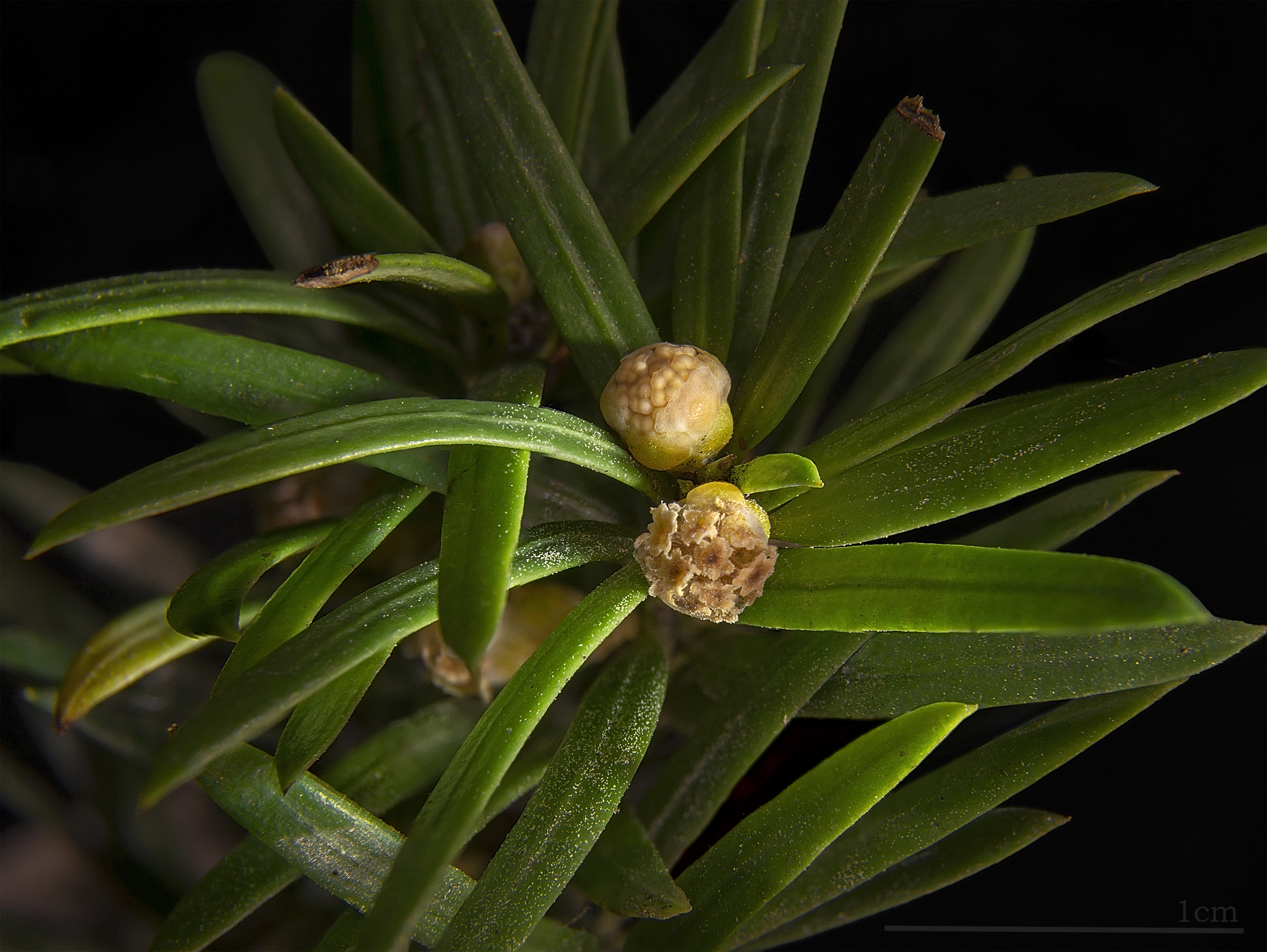
イチイ属の雄花
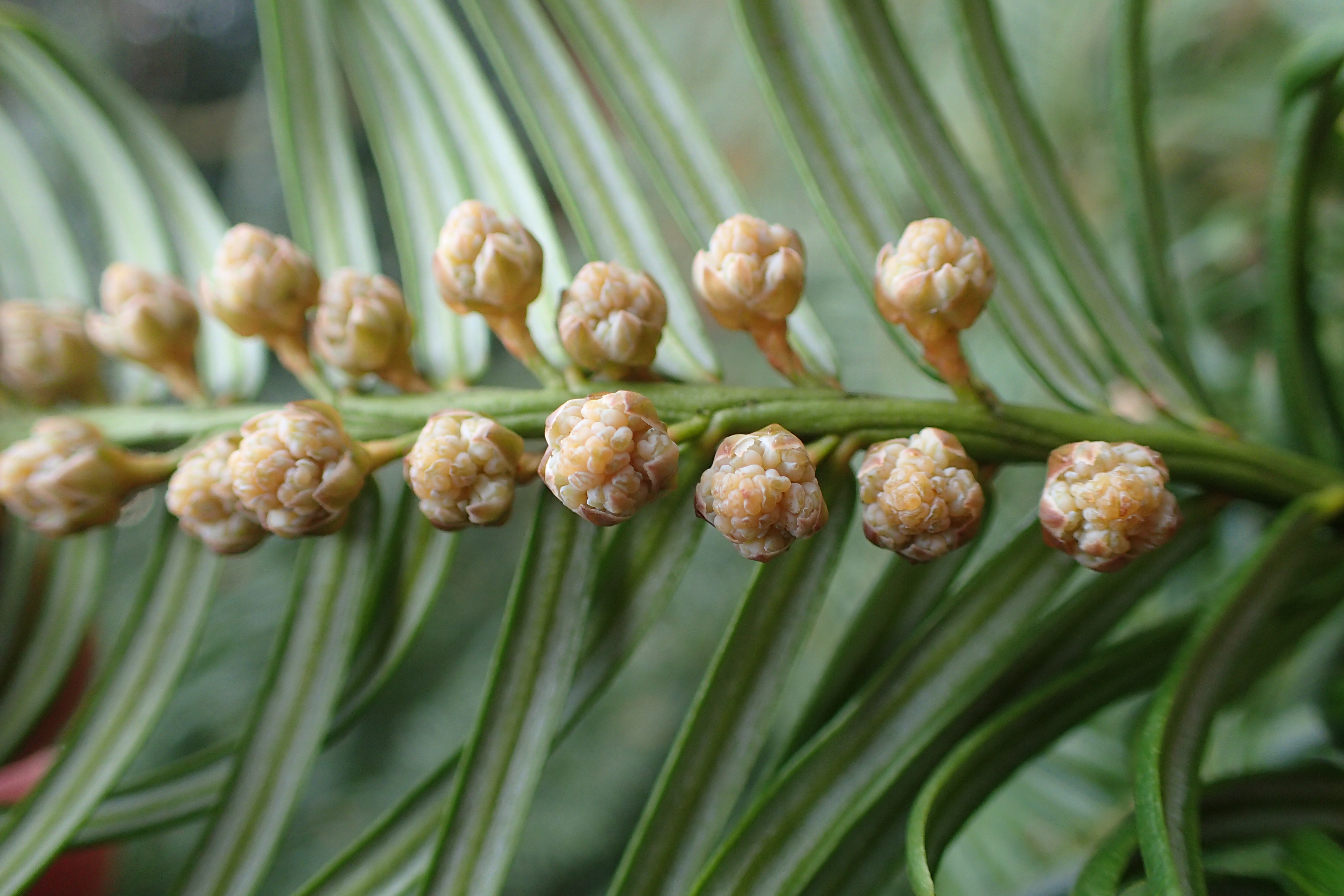
イヌガヤ属の雄花
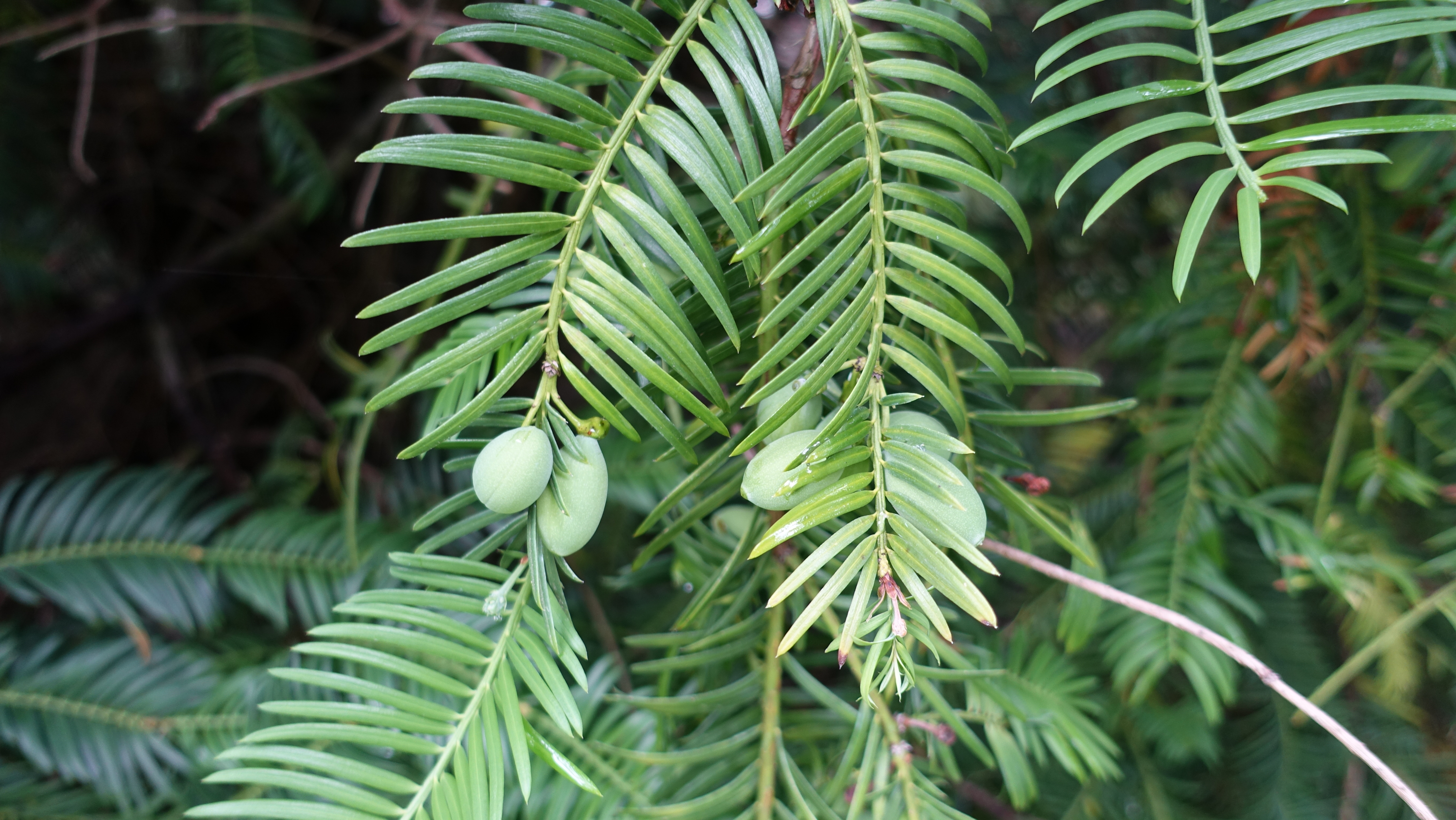
イヌガヤ属の種子は仮種皮で完全に覆われる
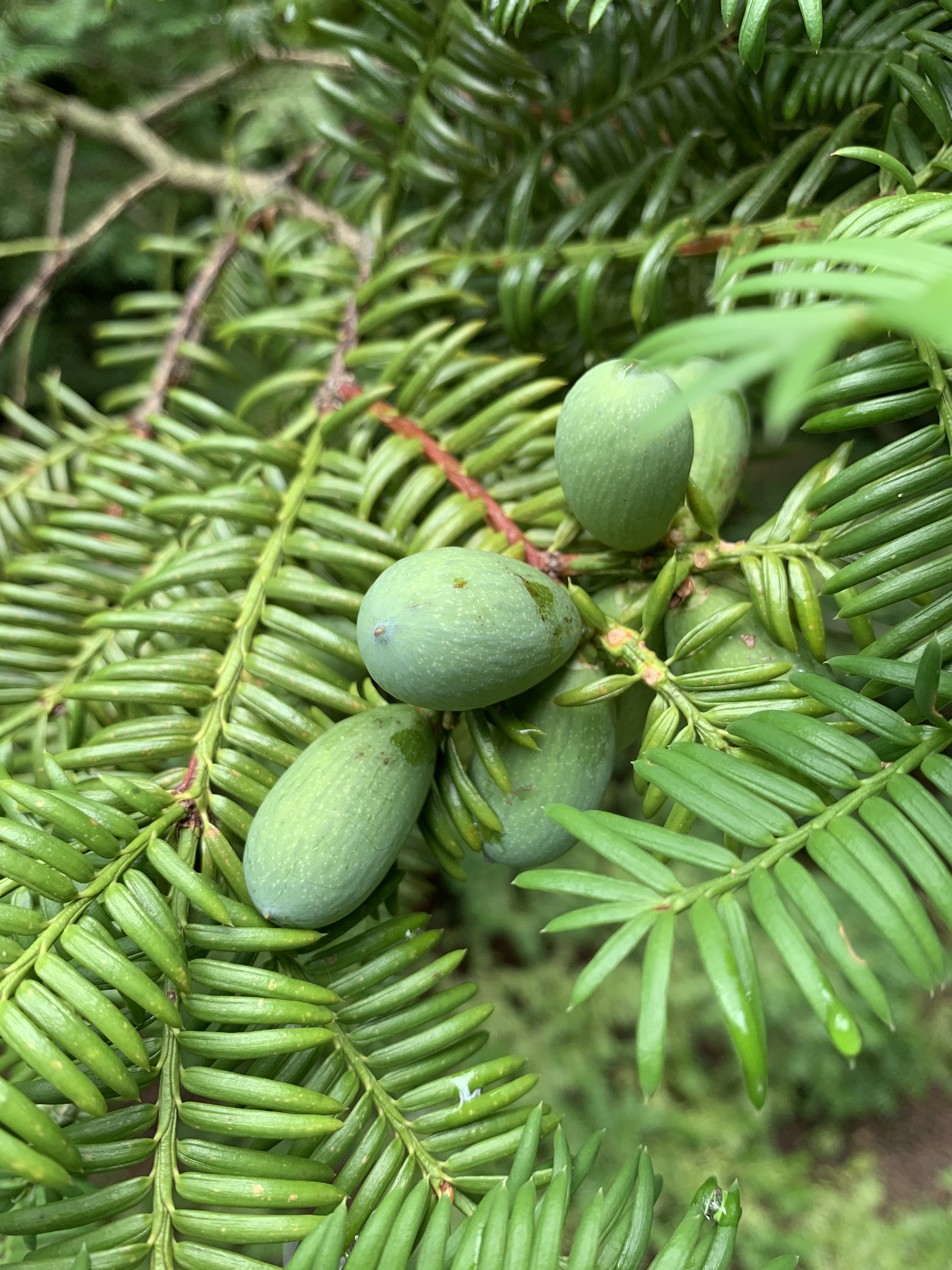
カヤ属も種子が仮種皮で完全に覆われる
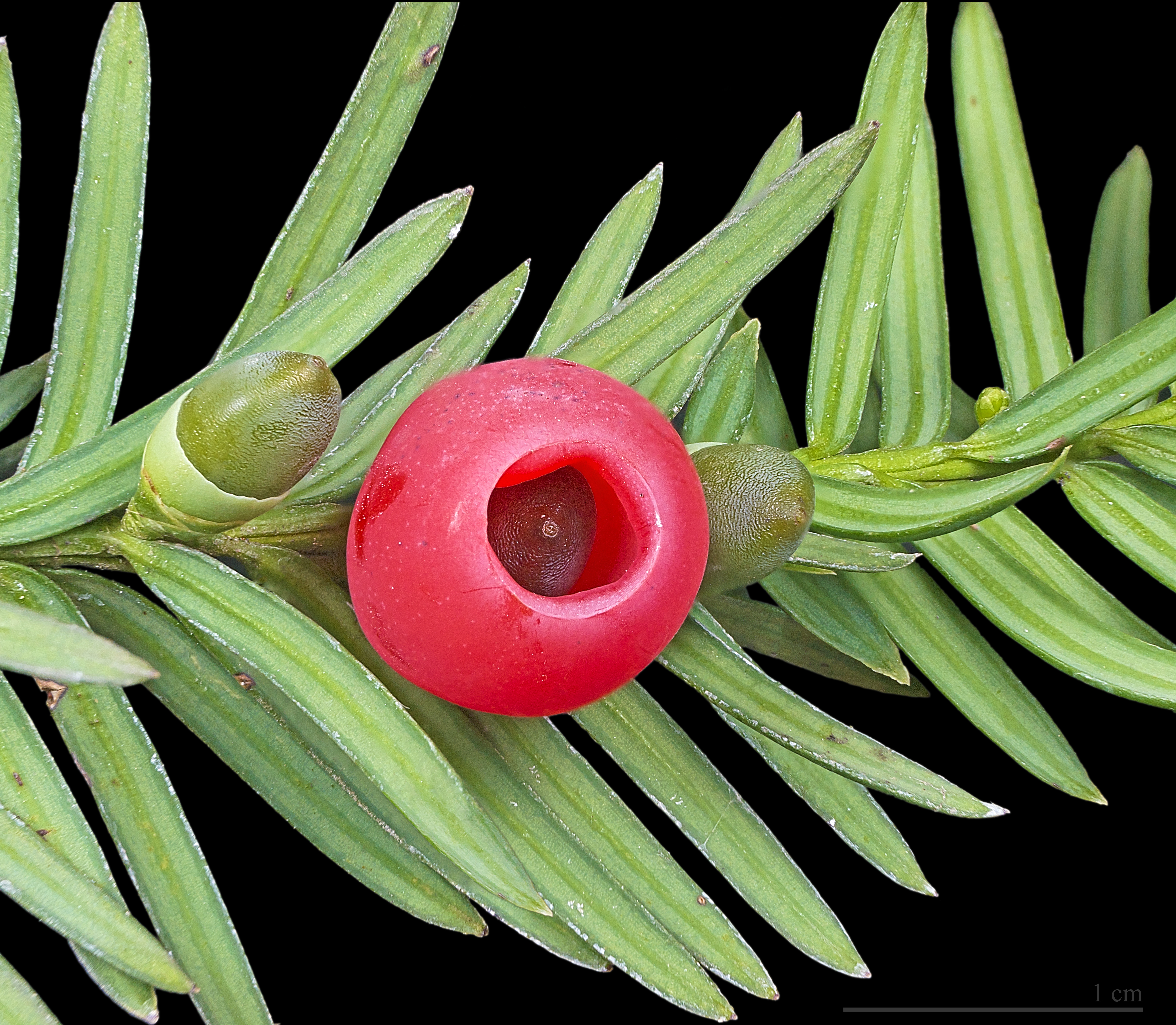
イチイ属の仮種皮は種子を完全には覆わず種子が一部露出する
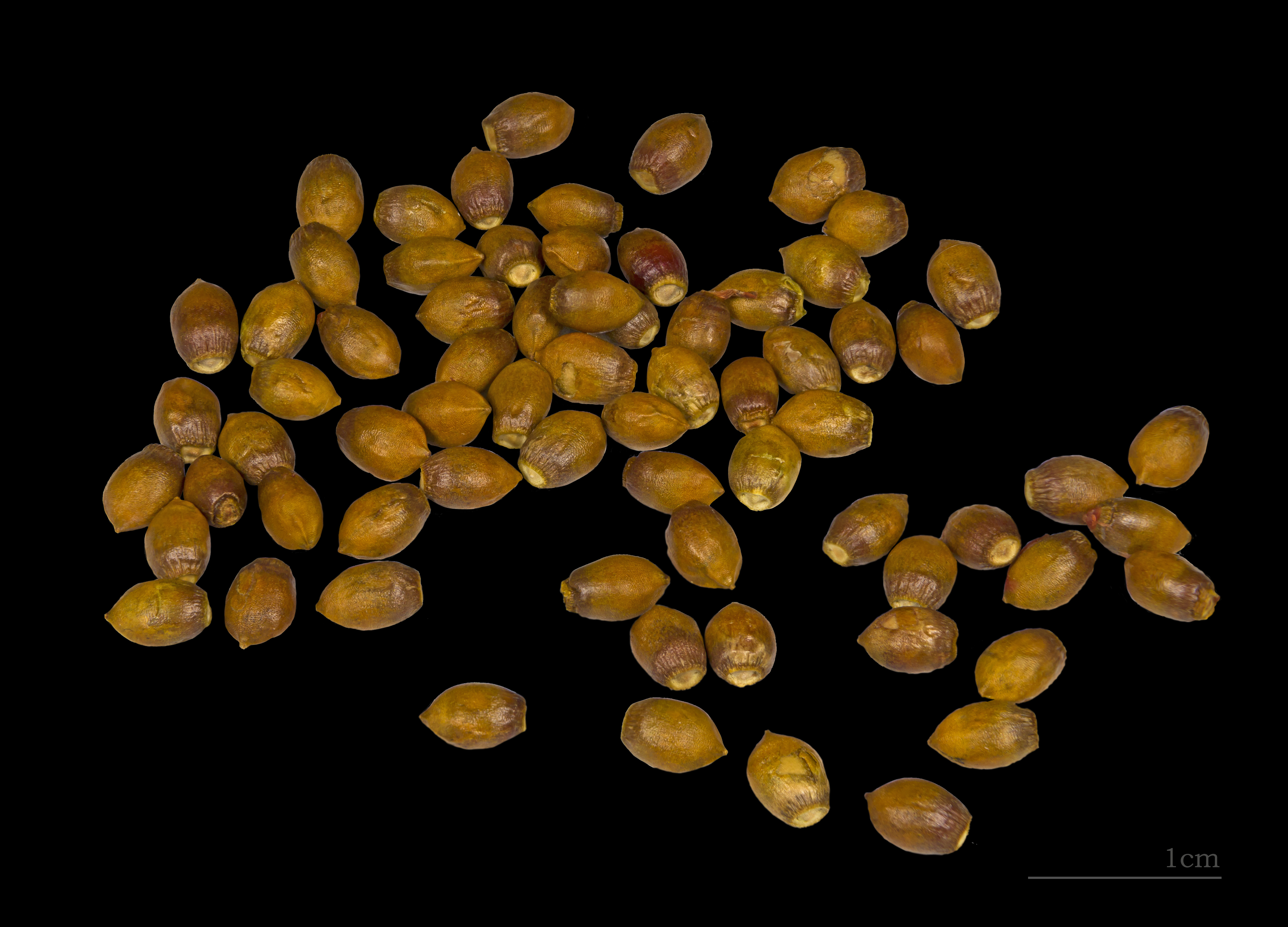
イチイ属の種子

## 生態
マツ科やヒノキ科といった北半球の代表的な針葉樹が種子を風で飛ばすのに対し、イチイ科は動物による種子の散布に期待して進化したグループといわれる。

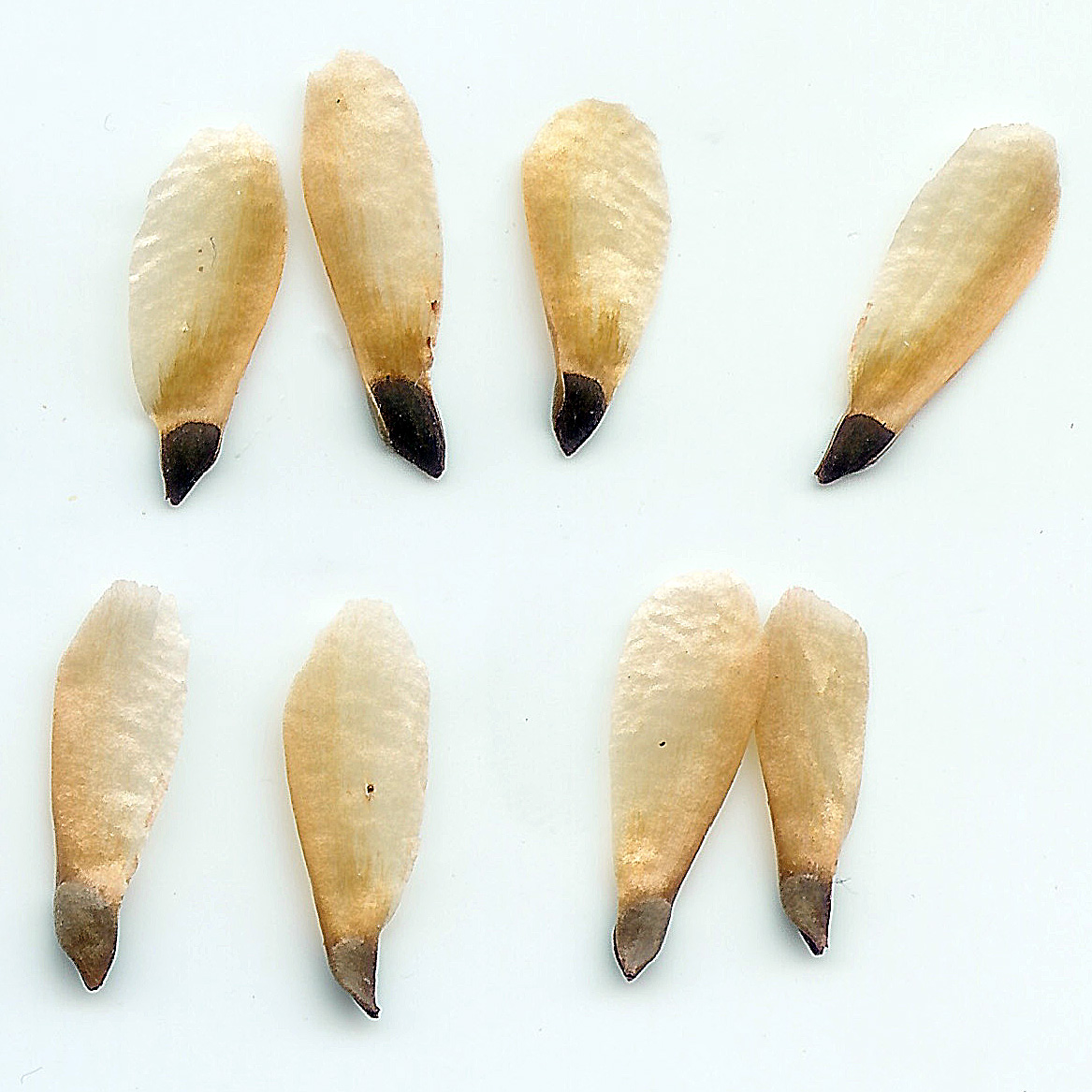
参考：マツ科トウヒ属の種子は翼がつく
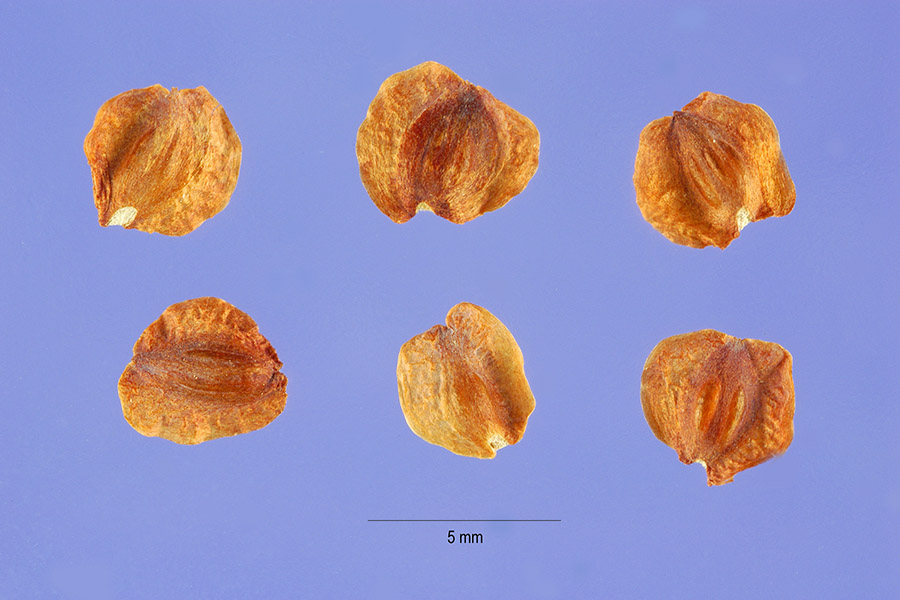
参考：ヒノキ科ローソンヒノキの種子

## 人間との関わり

### 木材
イチイ属の木材は辺材と心材が明確に分かれ、緻密な年輪を持ち（つまり肥大成長は遅いということである）、光沢を持つ。産出量が少ないこともあって日本では高級な木材の一つに入る。建材としてもつかわれるが、大木が手に入りにくいことや加工しやすいこともあり、彫り物の原料として使われることが多い。岐阜県の高山地方には一位一刀彫という彫り物がある。また、北海道先住民のアイヌは弓に用いたという。ヨーロッパにおいても古くから木材として利用されており、イタリアの氷河で1991年に見つかった3000年前のミイラ化した遺体アイスマン（英：Ötzi the Iceman）ではイチイ属を柄に使った斧を持っていた。

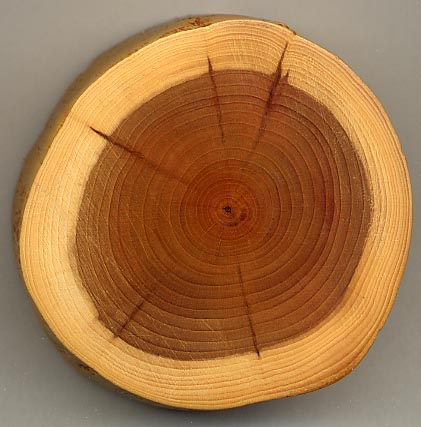
イチイの木材
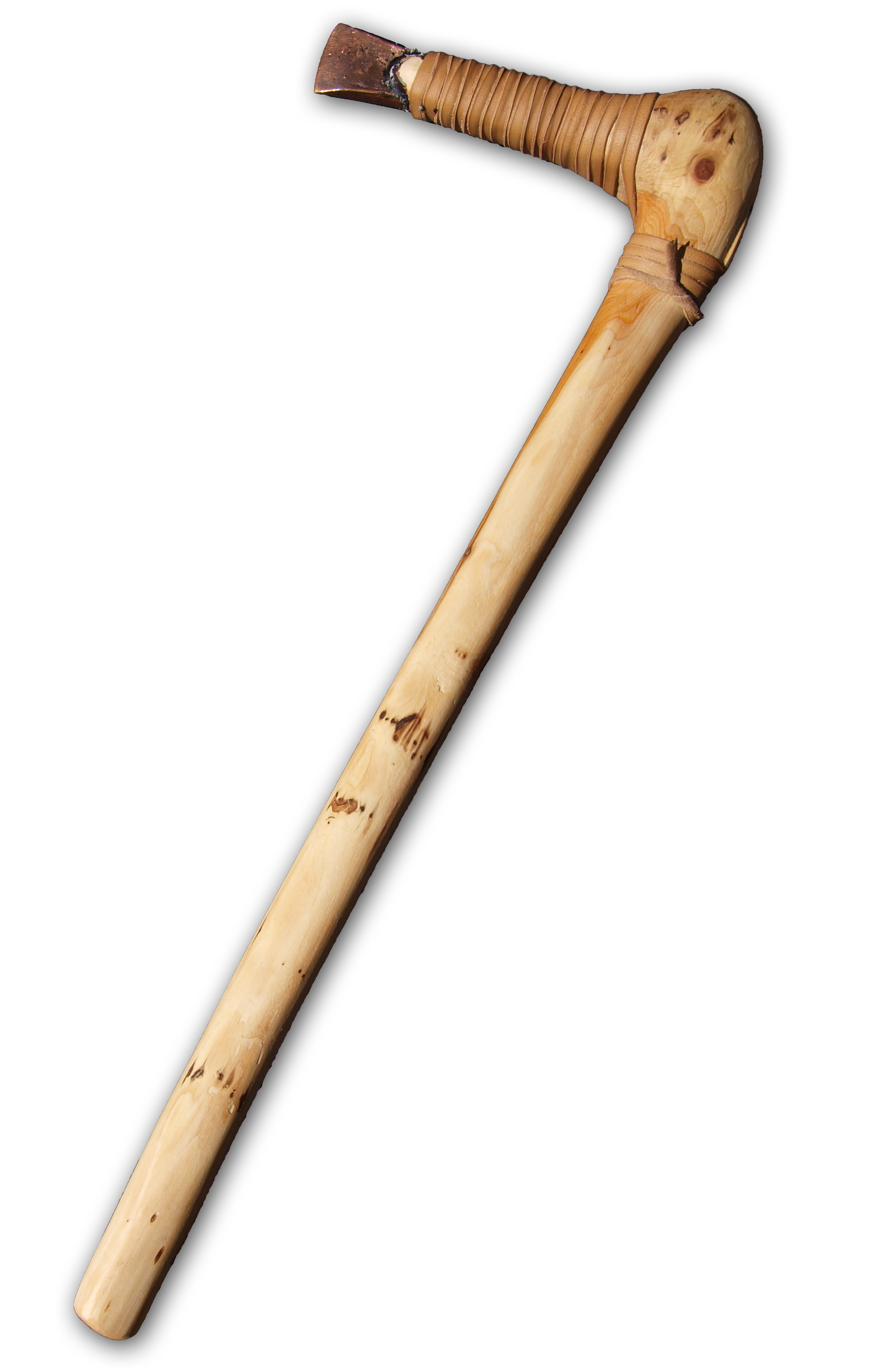
アイスマンの斧の柄はイチイ属だという

### 食用
カヤ属（Torreya）の種子は油を搾る原料になる。イチイ属では種子を包み込む赤い部分（仮種皮）は食用になるが、種子自体や枝葉は有毒である。アガサ・クリスティの推理小説ポケットにライ麦を（原題:A pocket full of rye）ではイチイの毒を使った殺人事件が描かれている。イチイの毒はイチイ属の属名タクサス（Taxus）からタキシンと呼ばれており、心臓に作用するという。

### 薬用

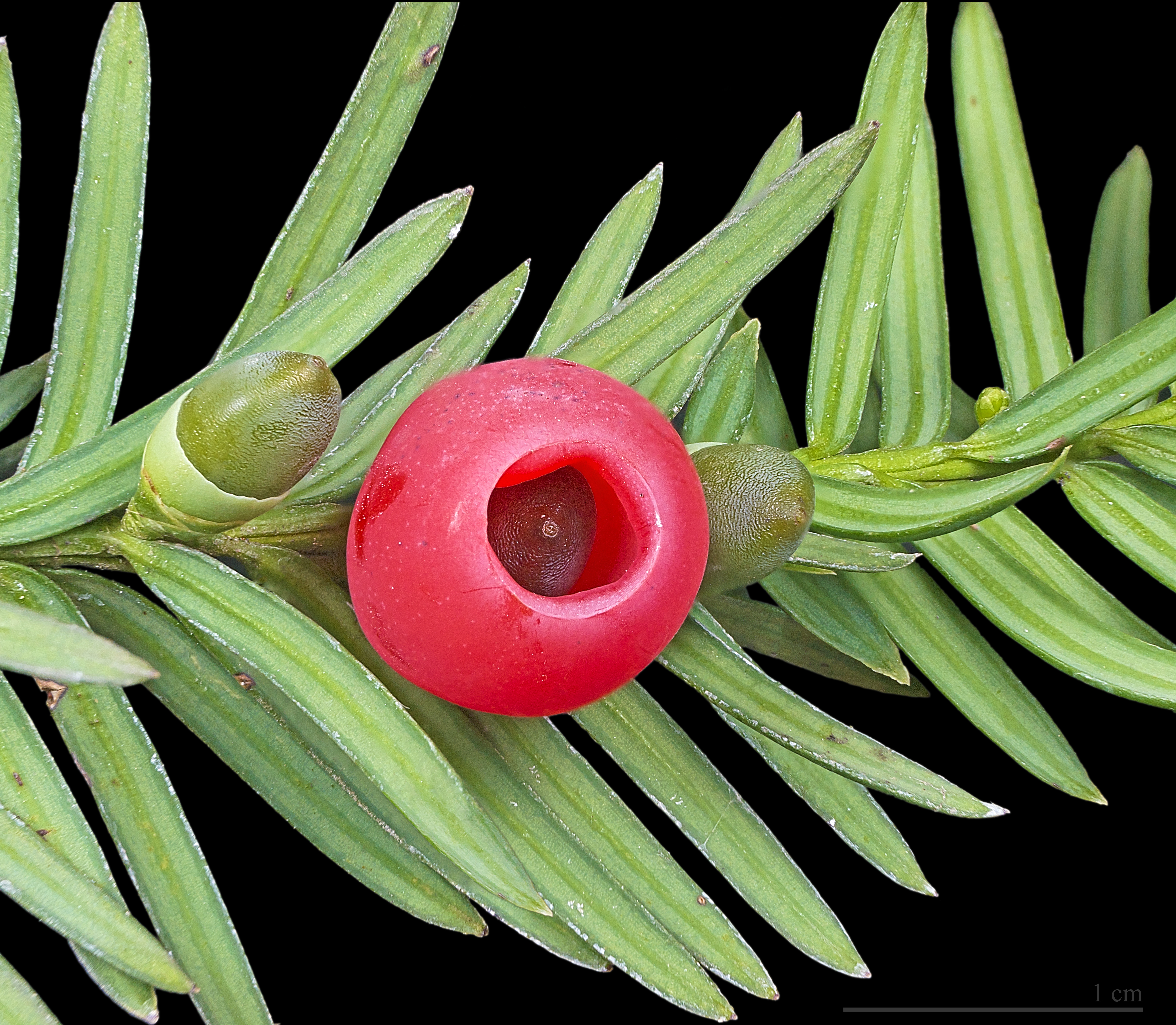
イチイ属の実。赤い部分のみが食用となる。
タキシンBの構造式
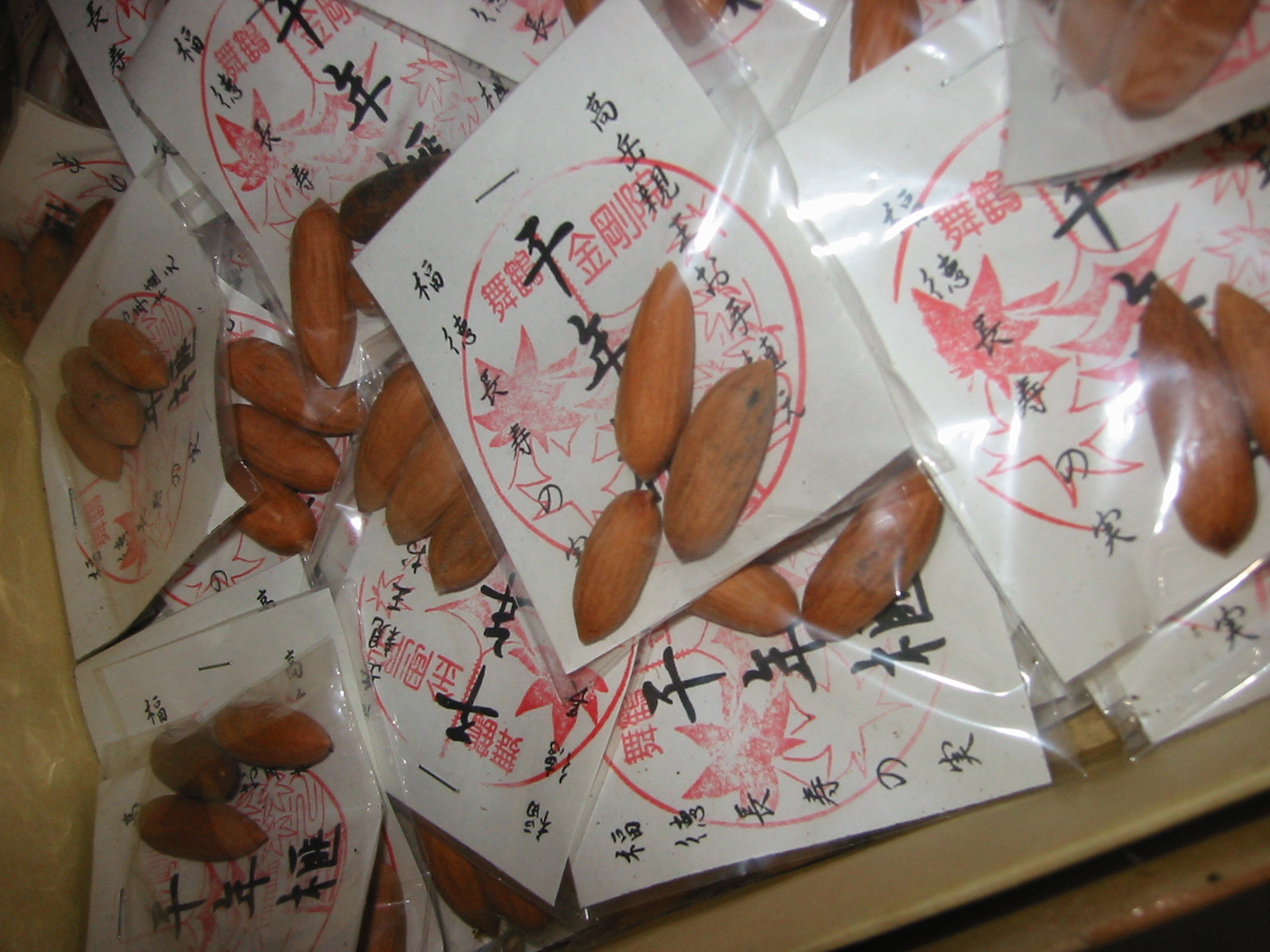
カヤ属の種子

## 分類

### 系統
形態的な特徴から新エングラー体系などでは独立のイチイ綱イチイ目とされていたが、現在では分子系統解析 (Chase et al., 1993; Price, 2003) および微細形態 (Anderson & Owens, 2003) に基づき、マツ綱マツ目（すべての針葉樹を含む）にまとめられる。イチイ科には6属が現生し、その系統関係は次のとおり。一部（具体的には諸説あった）をイヌガヤ科 （学名：Cephalotaxaceae ）とする説があったが、系統的には否定されており、現在はイチイ科に含めるのが一般的である。

|  | Taxus イチイ属 |
|  |                |
|  | Pseudotaxus    |
|  |                |

| ★ | Cephalotaxus イヌガヤ属                                        |
|   | Cephalotaxus イヌガヤ属                                        |
|   | \| \| Torreya カヤ属 \| \| \| \| \| \| Amentotaxus \| \| \| \| |
|   |                                                                |
|   | Torreya カヤ属                                                 |
|   |                                                                |
|   | Amentotaxus                                                    |
|   |                                                                |

|  | Torreya カヤ属 |
|  |                |
|  | Amentotaxus    |
|  |                |

|  | Taxus イチイ属 |
|  |                |
|  | Pseudotaxus    |
|  |                |

| ★ | Cephalotaxus イヌガヤ属                                        |
|   | Cephalotaxus イヌガヤ属                                        |
|   | \| \| Torreya カヤ属 \| \| \| \| \| \| Amentotaxus \| \| \| \| |
|   |                                                                |
|   | Torreya カヤ属                                                 |
|   |                                                                |
|   | Amentotaxus                                                    |
|   |                                                                |

|  | Torreya カヤ属 |
|  |                |
|  | Amentotaxus    |
|  |                |

|  | Taxus イチイ属 |
|  |                |
|  | Pseudotaxus    |
|  |                |

| ★ | Cephalotaxus イヌガヤ属                                        |
|   | Cephalotaxus イヌガヤ属                                        |
|   | \| \| Torreya カヤ属 \| \| \| \| \| \| Amentotaxus \| \| \| \| |
|   |                                                                |
|   | Torreya カヤ属                                                 |
|   |                                                                |
|   | Amentotaxus                                                    |
|   |                                                                |

|  | Torreya カヤ属 |
|  |                |
|  | Amentotaxus    |
|  |                |

|  | Taxus イチイ属 |
|  |                |
|  | Pseudotaxus    |
|  |                |

| ★ | Cephalotaxus イヌガヤ属                                        |
|   | Cephalotaxus イヌガヤ属                                        |
|   | \| \| Torreya カヤ属 \| \| \| \| \| \| Amentotaxus \| \| \| \| |
|   |                                                                |
|   | Torreya カヤ属                                                 |
|   |                                                                |
|   | Amentotaxus                                                    |
|   |                                                                |

|  | Torreya カヤ属 |
|  |                |
|  | Amentotaxus    |
|  |                |

伝統的には、★すなわちイヌガヤ属は、単型のイヌガヤ科 Cephalotaxaceae に属していた。また、Cheng et al. (2000) などは、☆以下の3属をイヌガヤ科とした。Hao et al. (2008) などは、さらに新科 Amentotaxaceae を分離した。しかし図のように、いずれのイヌガヤ科もイチイ科に系統的に内包され、科の地位は支持されない。
一方、Price (2003) などはこの6属全体をイチイ科とした。比較して論じる場合は、これを広義のイチイ科、イヌガヤ科（等）を分離する場合の残りを狭義のイチイ科と呼ぶ。

### 下位分類

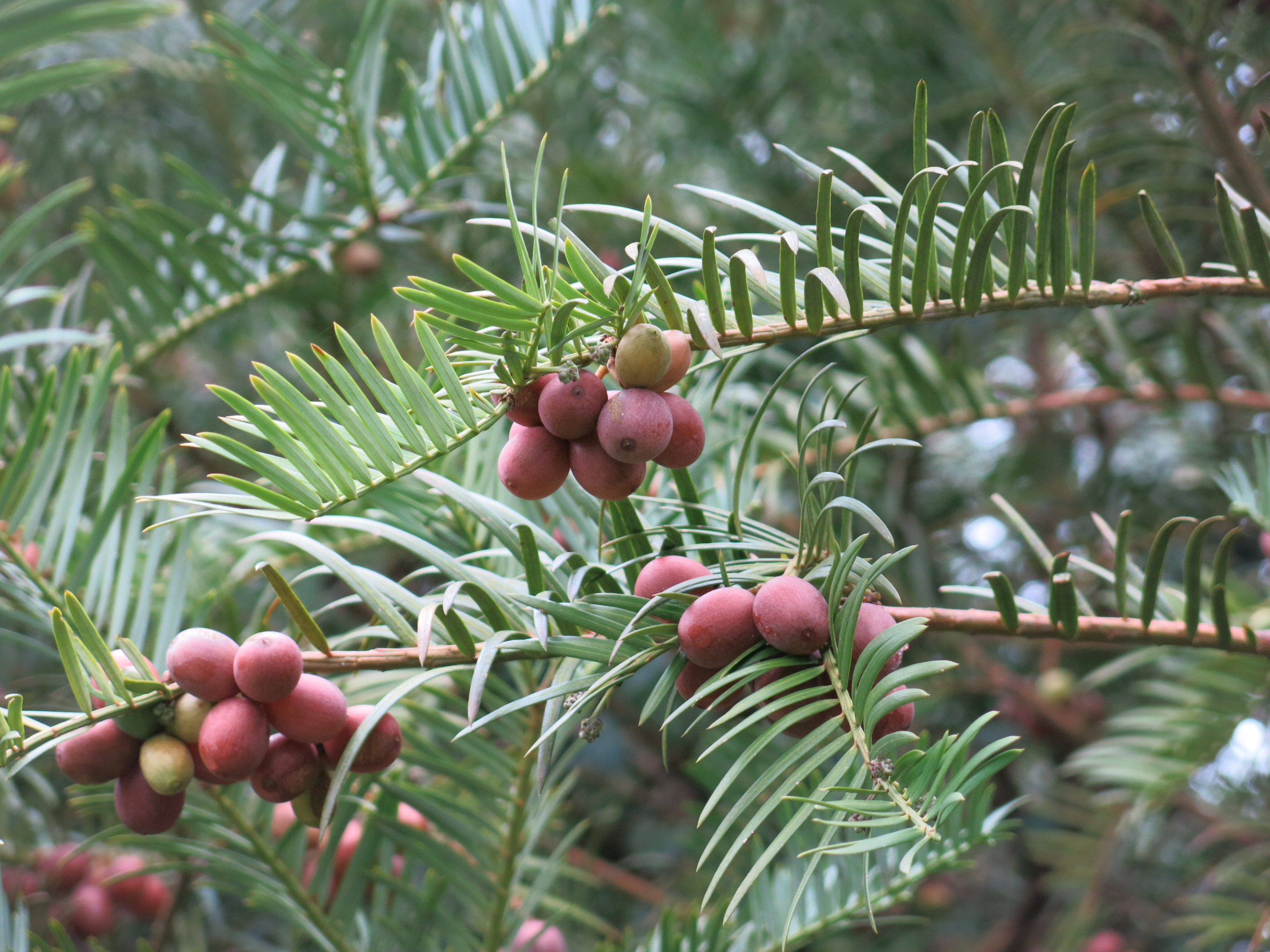
イヌガヤ属の実

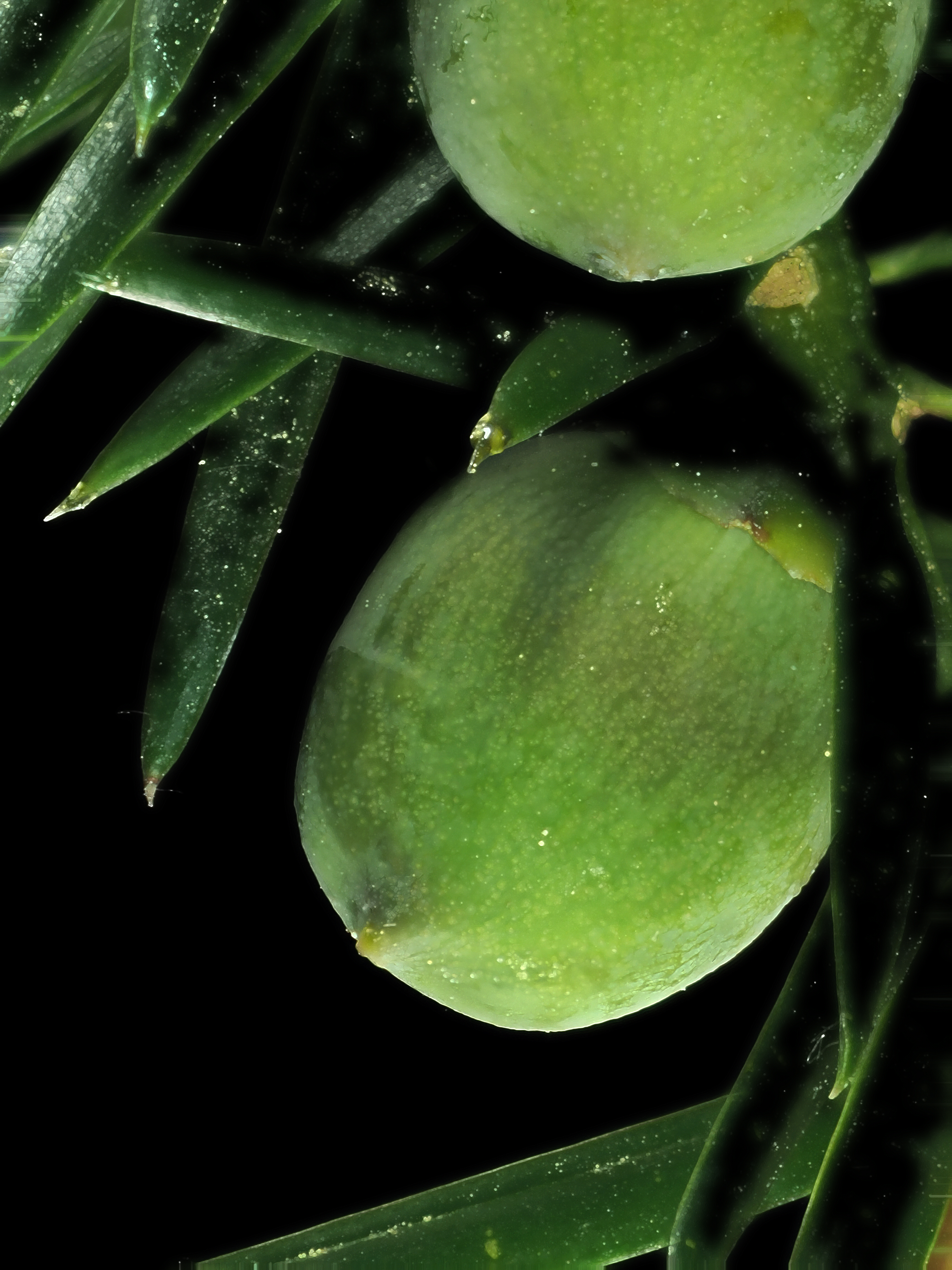
カヤ属の実

- Amentotaxus

和名未定の属。アジアに分布する5種が含まれる

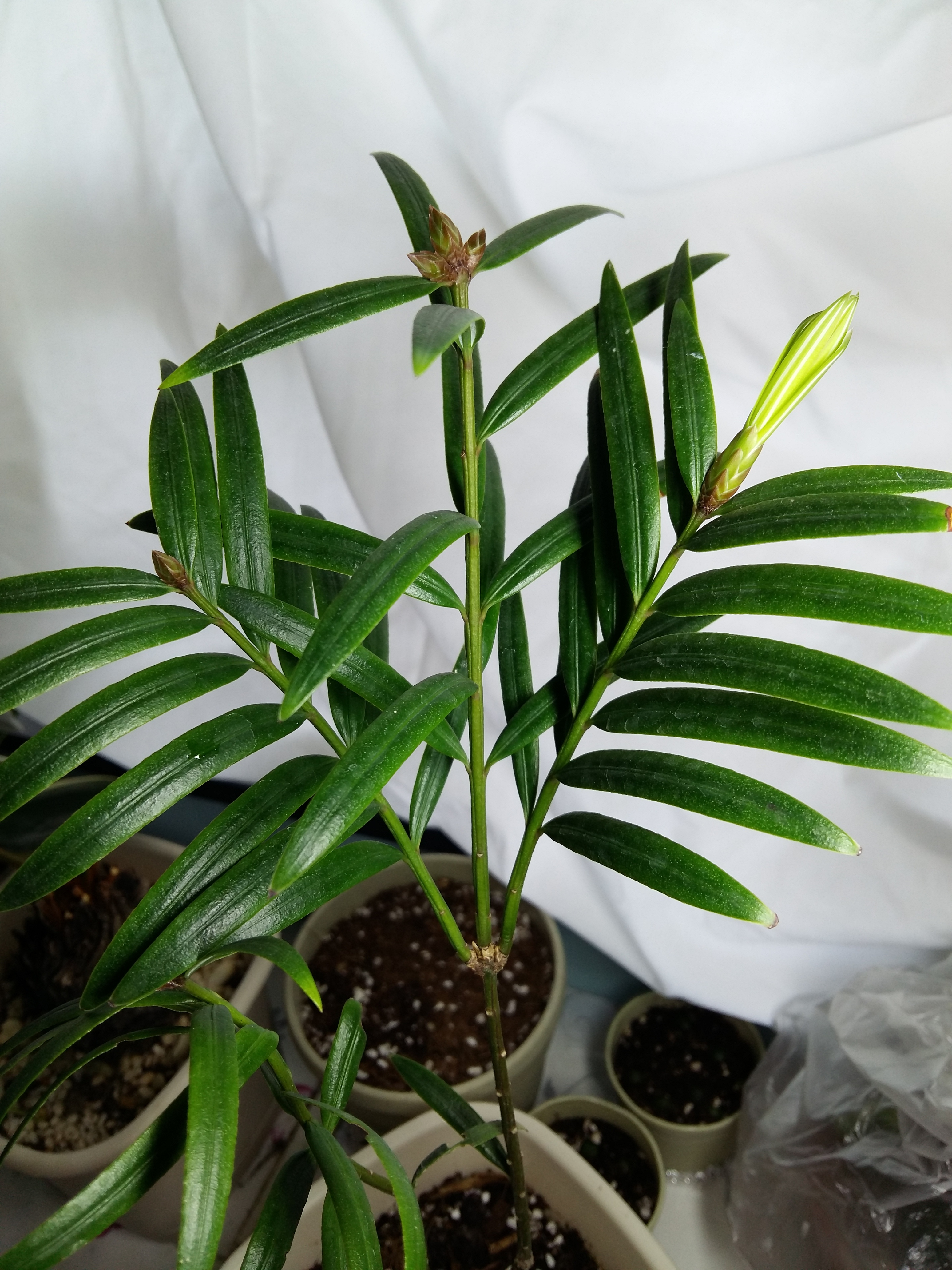
Amentotaxus属の葉
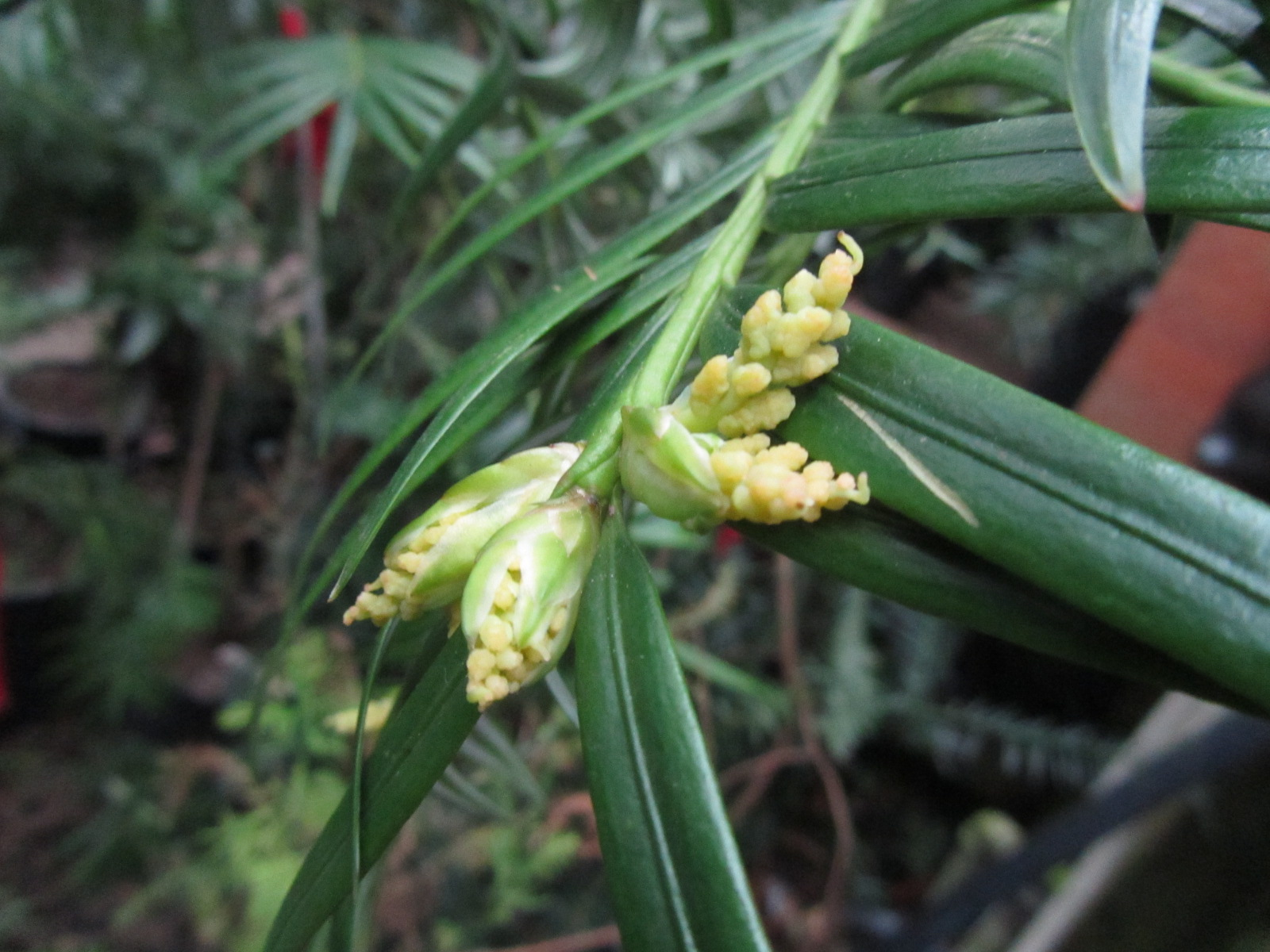
Amentotaxus属の雄花

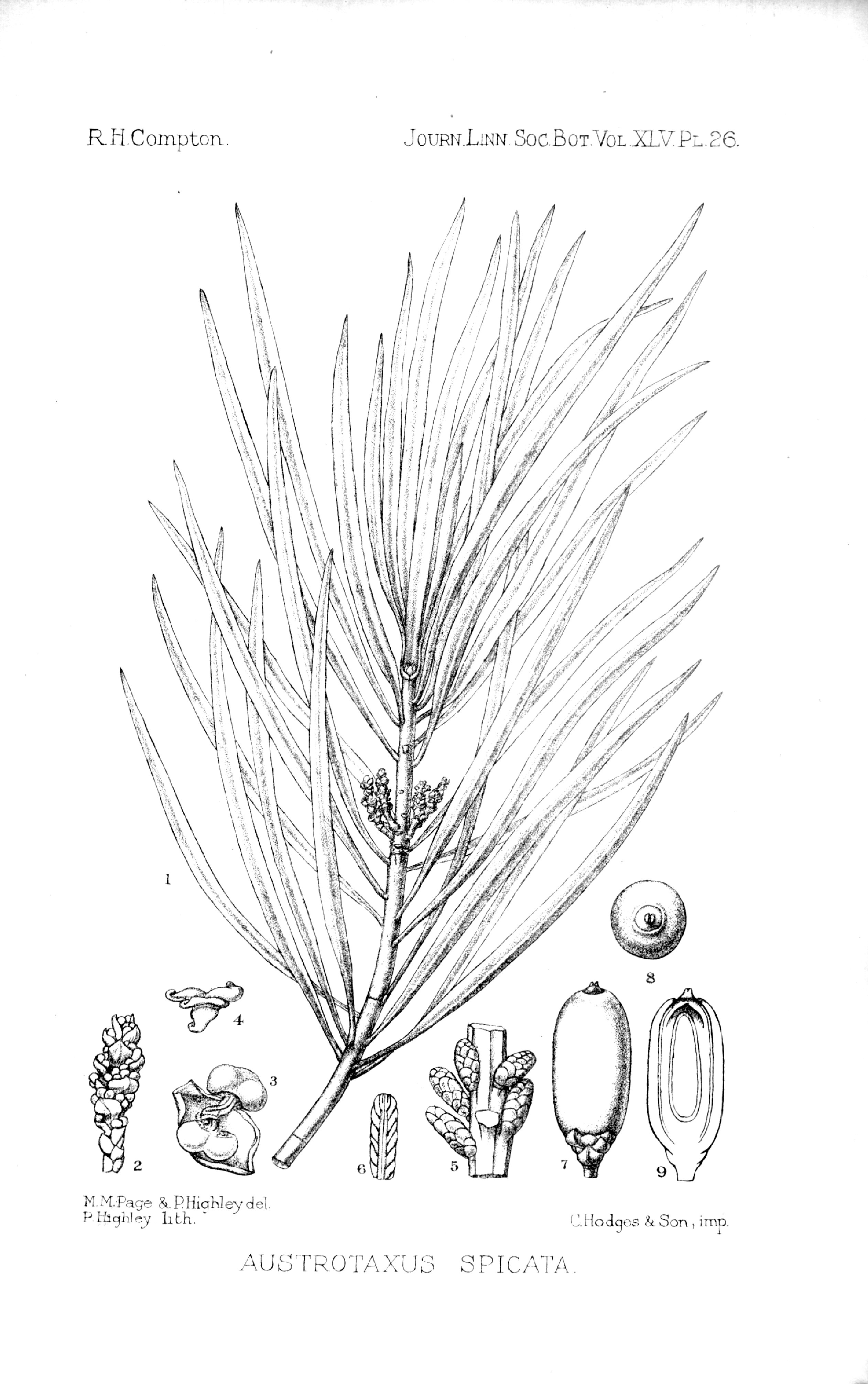
Austrotaxus
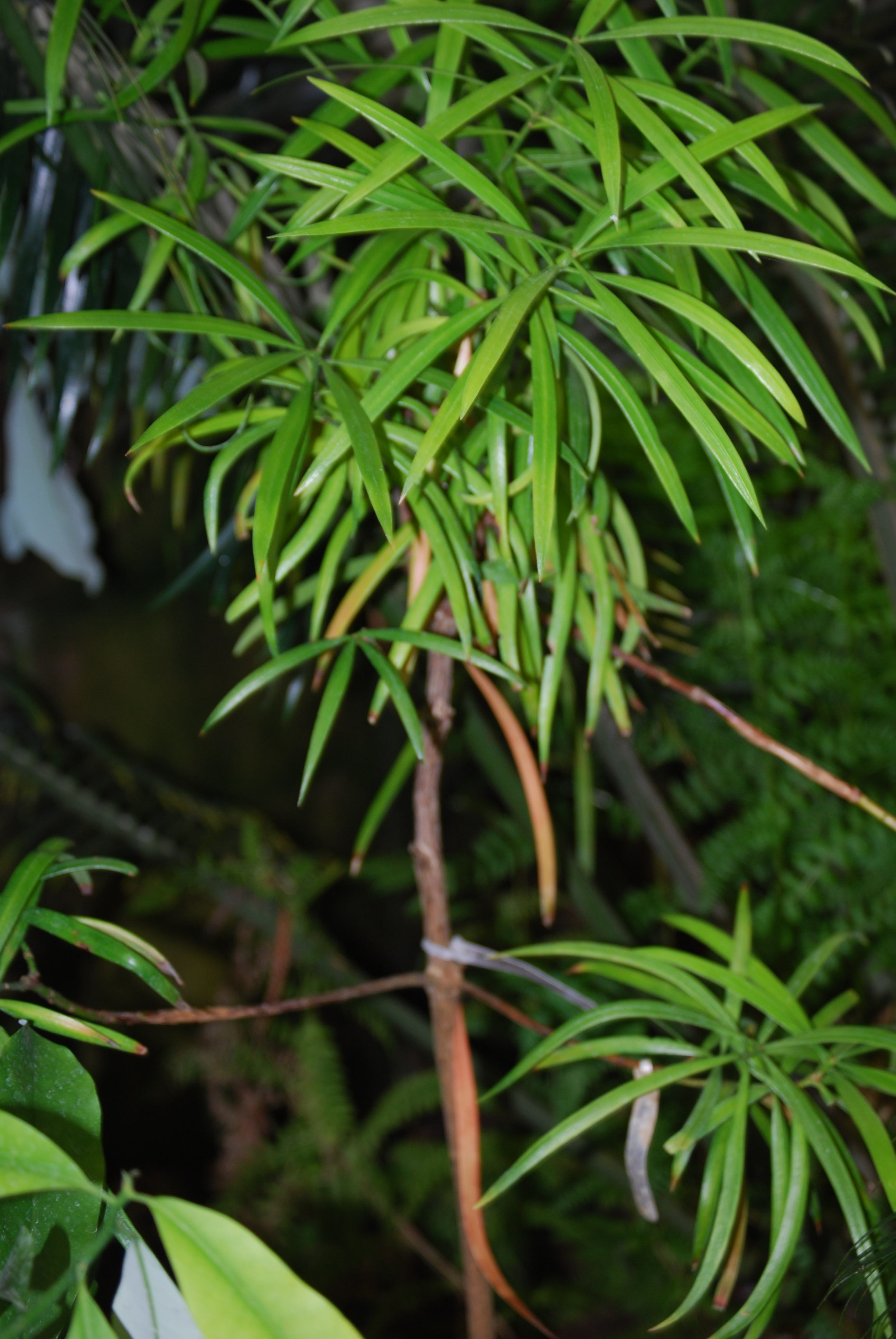
Austrotaxus属の葉

和名未定の属。ニューカレドニアに分布するAustrotaxus spicata（和名未定）だけからなる単型。
- Austrotaxus属の図
- Austrotaxus属の葉

- イヌガヤ属 （学名：Cephalotaxus）

10種ほどが含まれる。日本にはイヌガヤ（C. harringtonia）が分布する。仮種皮は種子を完全に包み込む。発芽は地上生（英：epigeal）
- イヌガヤ属の実

- Pseudotaxus

和名未定の属。中国に分布するPseudotaxus chienii（和名未定）だけからなる単型。P. chienji（中国名：白豆杉）は最大5m程度にしかならない低木であるという
- イチイ属（学名：Taxus）

30種ほどが含まれる。日本にはイチイ（T. cuspidata）が分布する

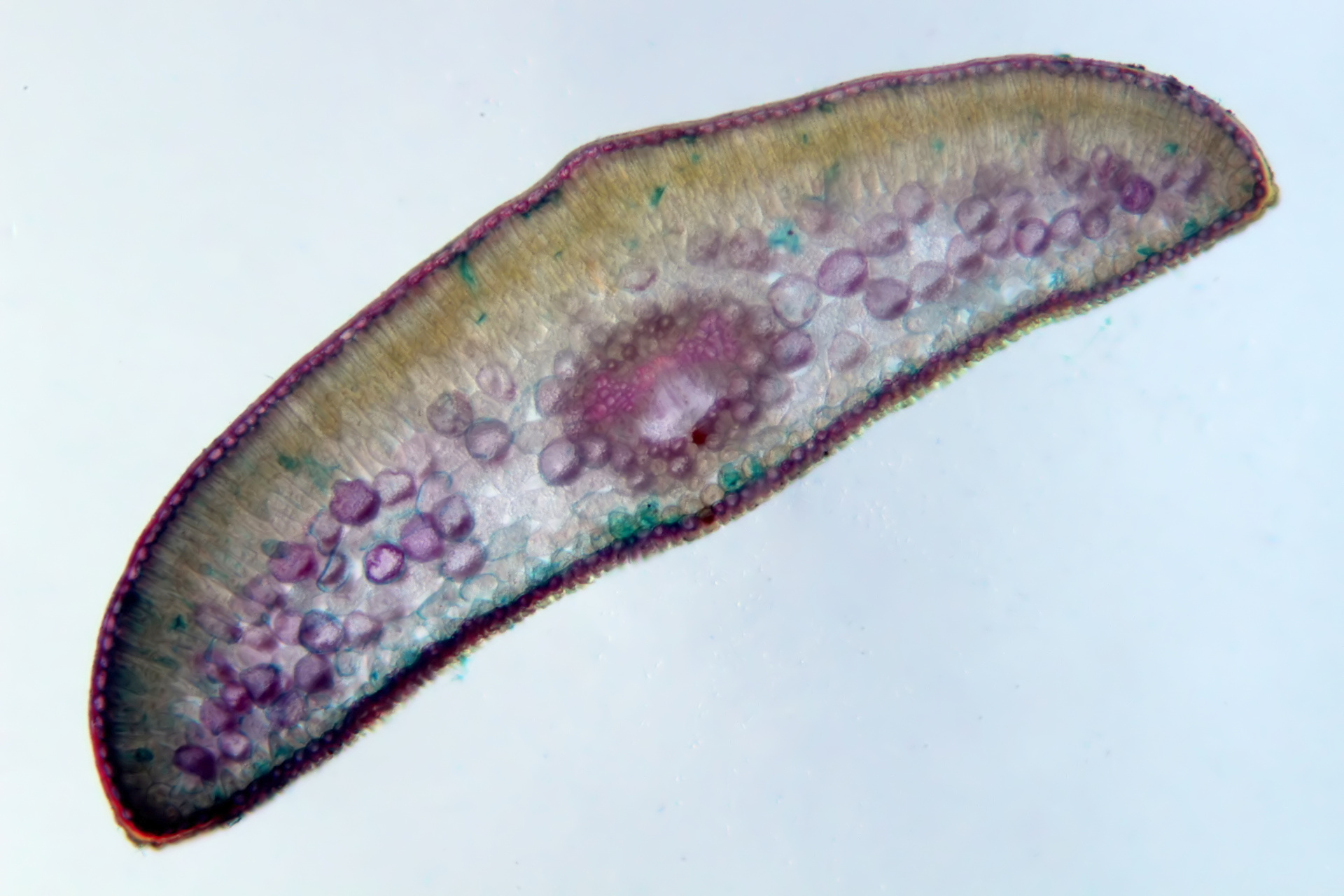
イチイ属の葉の顕微鏡写真
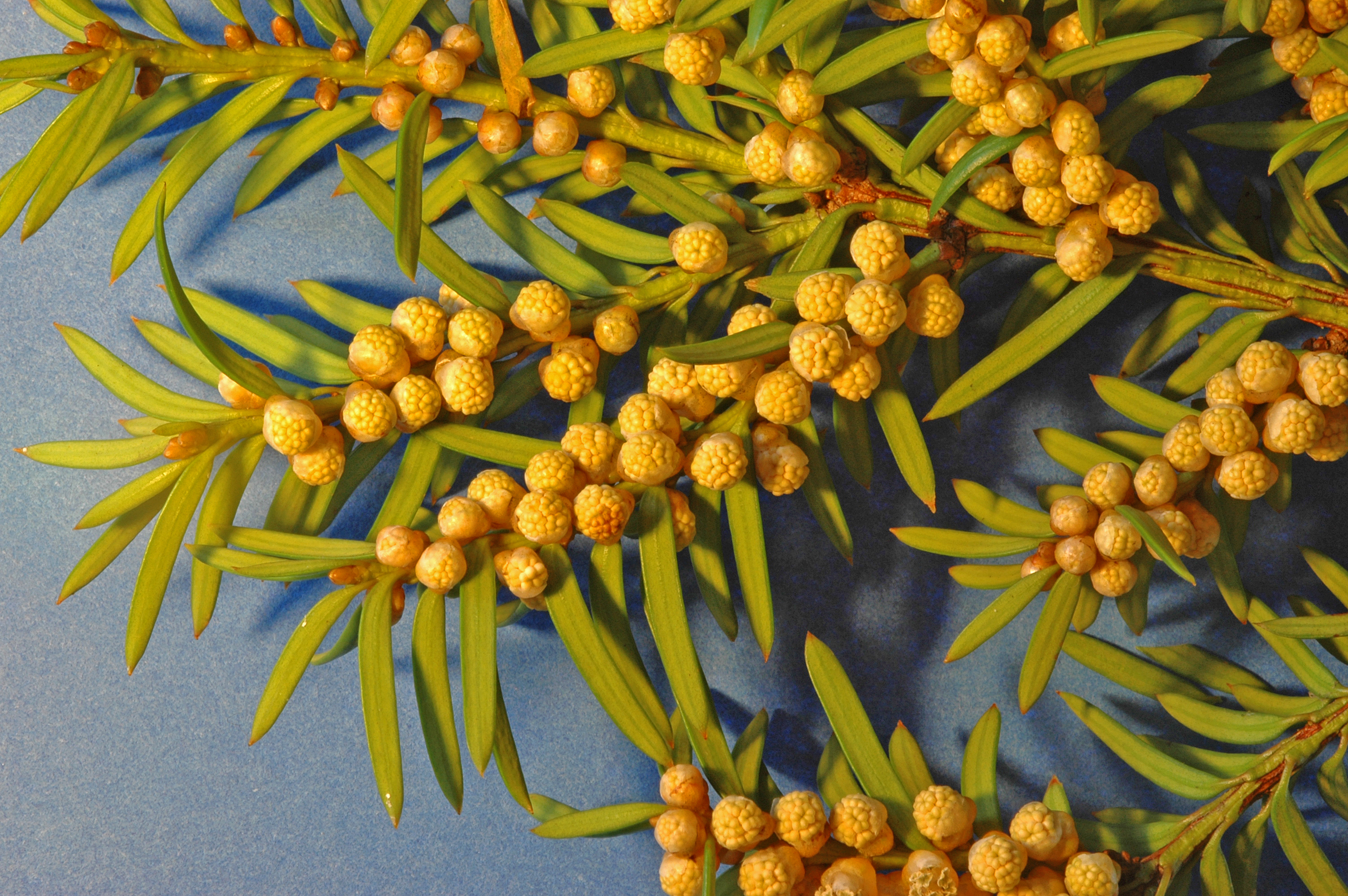
イチイ属の雄花
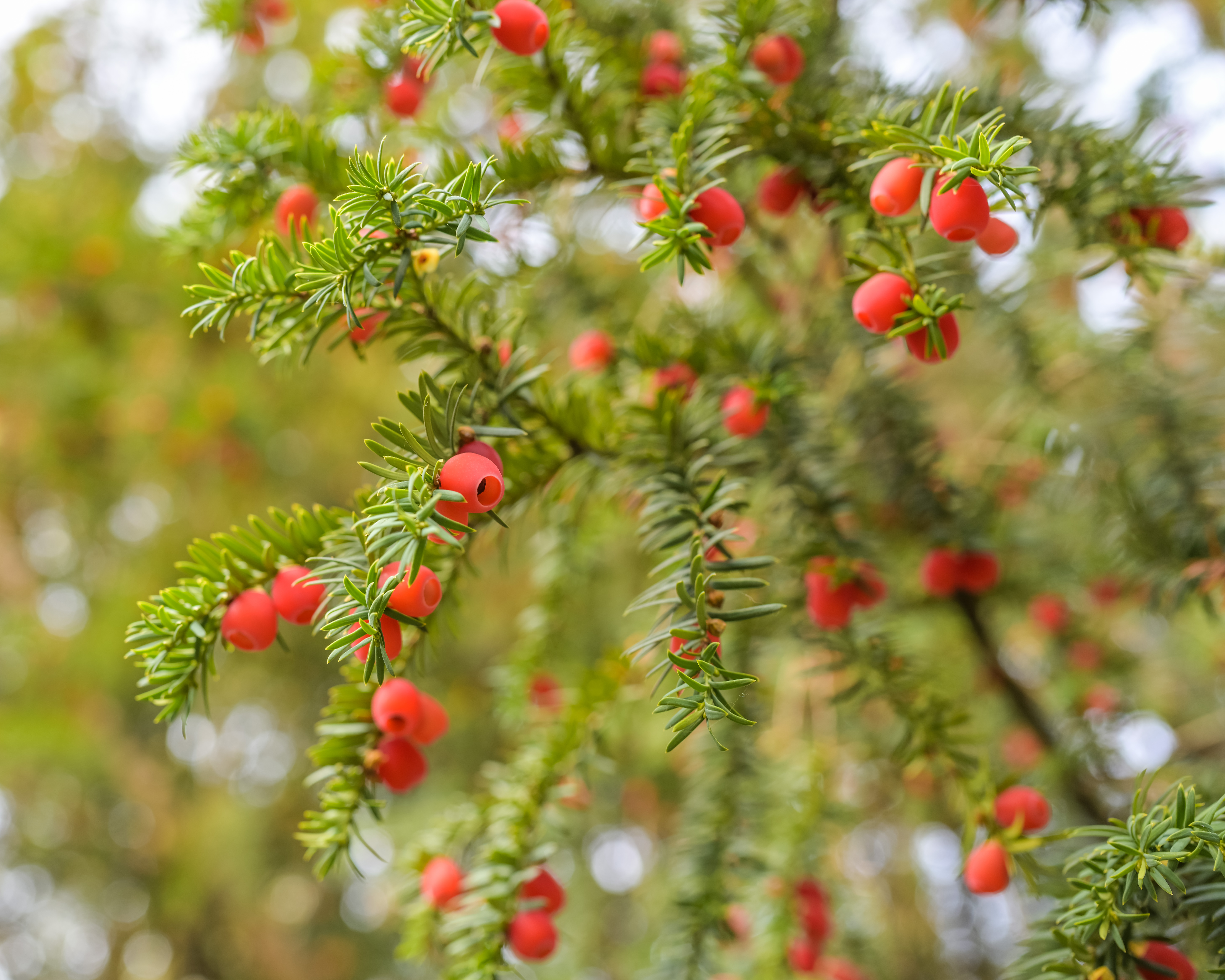
イチイ属の実。赤い仮種皮が目立つ
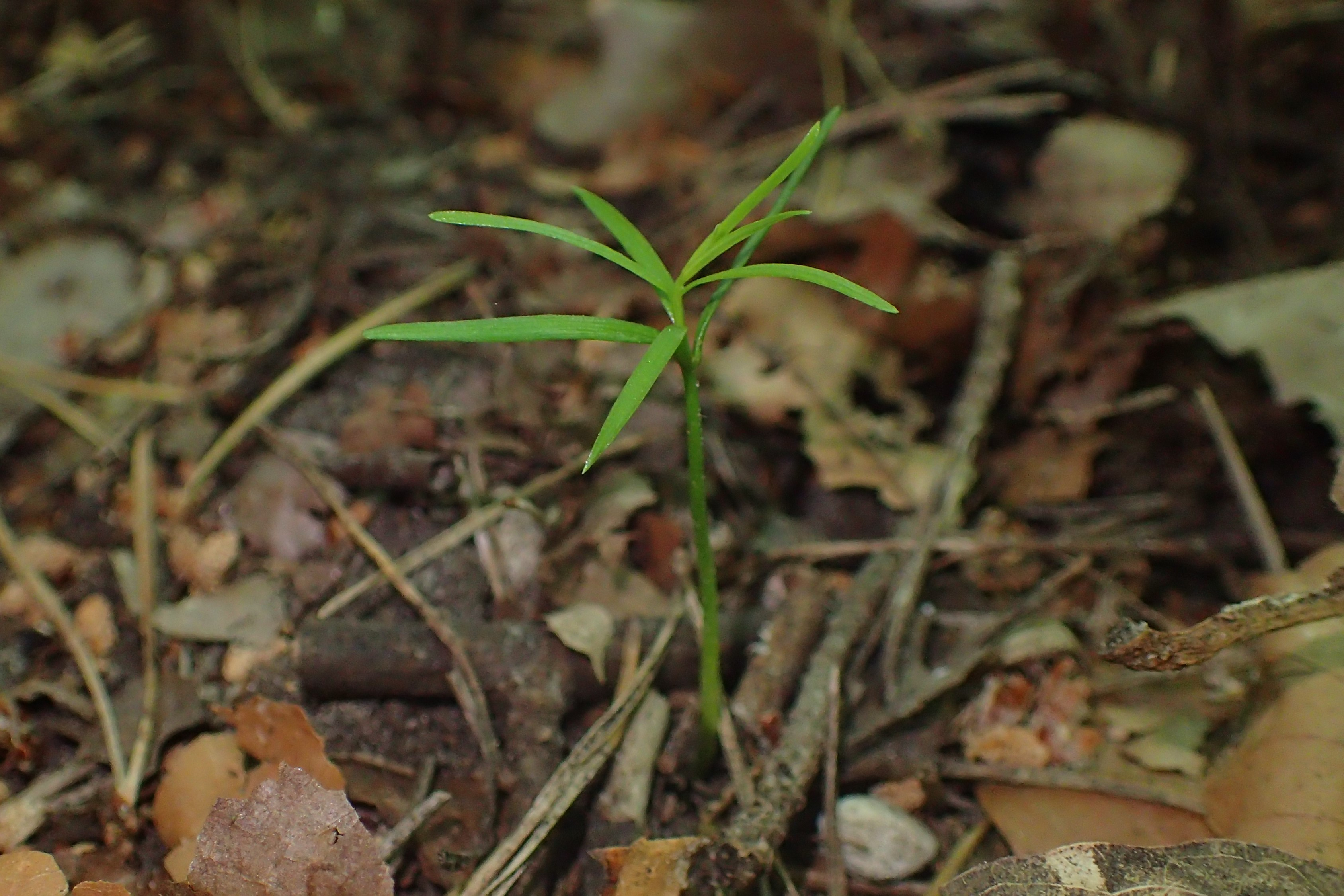
イチイ属の子葉

- カヤ属（学名； Torreya）

6種程度が含まれ、日本にはカヤ（T. nucifera）が分布する。分布の中心はアジアであるが、2種だけアメリカ大陸にも分布する。仮種皮は種子を完全に包み込む。属名はアメリカ人植物学者ジョン・トーリー（John Torrey）に因む。発芽は地下性（英：hypogeal）
- カヤ属の実